# Порушення рівня глюкози натще
Порушення рівня глюкози натще — це тип переддіабету, при якому рівень цукру в крові людини під час голодування стабільно перевищує нормальний діапазон, але нижче межі для формального діагнозу цукрового діабету. Разом із порушенням толерантності до глюкози порушення рівня глюкози натще є ознакою інсулінорезистентності. Таким чином, це також один зі станів, пов'язаних з метаболічним синдромом.
Ті, у кого порушений рівень глюкози натще, мають підвищений ризик судинних ускладнень діабету, хоча й меншою мірою. Ризики є кумулятивними: чим вищий рівень глюкози в крові, тим довший час триває це явище, тим вищий ризик ускладнень.
Без втручання, яке зазвичай передбачає зміну способу життя, порушення рівня глюкози натще може прогресувати до цукрового діабету 2-го типу. Пацієнти з порушеним рівнем глюкози натще, мають у 1,5 рази більший ризик розвитку клінічного діабету протягом 10 років порівняно із загальною популяцією. Деякі дослідження показують, що без зміни способу життя порушення рівня глюкози натще прогресує до клінічно діагностованого діабету в середньому менше ніж за 3 роки.
Порушення рівня глюкози натще часто, хоча і не завжди, пов'язане з порушенням толерантності до глюкози, хоча воно може виникати ізольовано, коли такі люди мають нормальну відповідь на глюкозотолерантний тест.

## Ознаки та симптоми
Порушення рівня глюкози натще часто протікає без будь-яких ознак або симптомів, окрім вищих за норму рівнів глюкози, виявлених у зразку крові людини натще. Можуть спостерігатися ознаки та симптоми, пов'язані з підвищенням рівня глюкози в крові, хоча вони, ймовірно, незначні, із значними симптомами, що вказують на повне прогресування діабету 2 типу. Такі симптоми включають:
- Підвищена спрага
- Почастішання сечовипускання, особливо пробудження вночі для сечовипускання
- Втома і стомлюваність
- Помутніння зору
- Повільне загоєння ран
- Змінені відчуття, такі як оніміння або поколювання, особливо в руках і ногах
- Рецидивуючі інфекції, які важко вилікувати, особливо сечовивідних шляхів

## Фактори ризику
Оскільки порушення рівня глюкози натще вважається передвісником діабету 2 типу, вони мають однакові екологічні та генетичні фактори ризику.

## Діагностика
Різні організації використовують дещо різні рівні, перш ніж класифікувати рівень глюкози в крові натще як «порушений», причому Американська діабетична асоціація використовує нижчий рівень у своїх критеріях, ніж Всесвітня організація охорони здоров'я. Верхні межі залишаються незмінними, оскільки рівні натще вище цього майже повсюдно прийнято як показник повного діабету:
- Критерії ВООЗ: рівень глюкози в плазмі натще від 6.1 ммоль/л (110 мг/дл) до 6,9 ммоль/л (125 мг/дл).[3][4][5]
- Критерії ADA: рівень глюкози в плазмі натще від 5,6 ммоль/л (100 мг/дл) до 6,9 ммоль/л (125 мг/дл).

## Профілактика
Рекомендації щодо запобігання порушення рівня глюкози натще такі ж, як і рекомендації щодо профілактики діабету 2-го типу в цілому. Якщо їх дотримуватися, прогресування до клінічного діабету можна уповільнити або зупинити. У деяких випадках можна досягти повного зворотного розвитку порушення рівня глюкози натще. Певні фактори ризику, такі як афро-карибська або південноазіатська етнічна приналежність, а також збільшення віку є неминучими, тому таким особам можна порадити дотримуватися цих вказівок, а також більш ретельно контролювати рівень глюкози в крові.